# Municipio Candelaria (Campeche)
Koordinaten: 18° 0′ N, 90° 45′ W
Candelaria ist ein  Municipio im mexikanischen Bundesstaat Campeche. Das Municipio hat 41.194 Einwohner (Zensus 2010) und ist 5688 km² groß. Verwaltungssitz und größter Ort des Municipios ist das gleichnamige Candelaria.
Im Municipio Candelaria liegt unter anderem die archäologische Stätte von Itzamkanac.

## Geographie
Das Municipio Candelaria liegt im Süden des mexikanischen Bundesstaats Campeche auf Höhen bis zu knapp über 200 m. Es zählt zu gut 65 % zur physiographischen Provinz der Halbinsel Yucatán und zu knapp 35 % zur südlichen Küstenebene des Golfes bzw. zu über 99 % zur hydrographischen Region Grijalva-Usumacinta und zu gut 0,4 % zur Region Yucatán Oeste. Die Geologie des Municipios wird von Alluvionen (55 % der Gemeindefläche) und von Kalkstein (40 % der Gemeindefläche) bestimmt; vorherrschende Bodentypen sind Vertisol (42 %), Leptosol (30 %) und Phaeozem (16 %). Mehr als 60 % der Gemeindefläche sind bewaldet, etwa 28 % sind Weideflächen.
Das Municipio Candelaria grenzt an die Municipios Calakmul, Escárcega und Carmen sowie an den Bundesstaat Tabasco.

## Bevölkerung
Beim Zensus 2010 wurden im Municipio 41.194 Menschen in 10.298 Wohneinheiten gezählt. Davon wurden 2.329 Personen als Sprecher einer indigenen Sprache registriert, darunter 1.532 Sprecher des Chol und 245 Sprecher des Tzeltal. Über 15 Prozent der Bevölkerung waren Analphabeten. 14.019 Einwohner wurden als Erwerbspersonen registriert, wovon ca. 84 % Männer bzw. 1,4 % arbeitslos waren. Gut 31 % der Bevölkerung lebten in extremer Armut.

## Orte
Das Municipio Candelaria umfasst 653 bewohnte localidades, von denen nur der Hauptort vom INEGI als urban klassifiziert ist. Drei Orte wiesen beim Zensus 2010 eine Einwohnerzahl von über 1000 auf, 572 Orte hatten weniger als 100 Einwohner. Die größten Orte sind:
| Ort                       | Einwohner |
| Candelaria                | 9.812     |
| Benito Juárez Uno         | 1.281     |
| El Naranjo                | 1.065     |
| Miguel Hidalgo y Costilla | 0.938     |
| El Desengaño              | 0.938     |
| Miguel Alemán             | 0.886     |
| Pejelagarto               | 0.805     |
| Nueva Rosita              | 0.731     |
| Las Golondrinas           | 0.712     |